# 니시키도
니시키도(일본어: にしき堂)는 일본의 제과업체이다.

## 역사
1951년 창업하였다. 화과자에서 양과자까지 과자의 제조·판매를 다룬다. 주력 상품인 모미지 만주는 히로시마의 기념품으로 사랑받고 있다.
1965년 JR 히로시마역 빌딩점을 개업한 이래 히로시마 공항 등 현내 각처에 판매점포를 확립하고 있다.